# منتخب السنغال الأولمبي لكرة القدم
منتخب السنغال الأولمبي لكرة القدم (بالفرنسية: Équipe du Sénégal olympique de football)‏ هو ممثل السنغال الرسمي في المنافسات الدولية في كرة القدم في الألعاب الأولمبية
.